# Walter von Stokar
Walter von Stokar, eigentlich Walter Stokar von Neuforn, (* 5. Juni 1901 in Marktschorgast; † 1. Juni 1959 in Koblenz) war ein deutscher Apotheker, Prähistoriker und Hochschullehrer an der Universität Köln.

## Herkunft, Berufseinstieg und erste Jahre
Der Sohn eines Finanzrats und einer Mutter aus einer Apothekerfamilie ging in Donauwörth zur Schule und besuchte das Wilhelms-Gymnasium in München bis zum Abitur 1921. Dann studierte er an der Universität München (Mitglied der Studentenverbindung Akademischer Gesangverein München im SV) und machte parallel eine Apothekerlehre. Er beendete die Apothekerausbildung 1926 mit gutem Ergebnis. 1928 übernahm er die Apotheke in Wunsiedel und das vom Großvater eingerichtete Fichtelgebirgsmuseum. Er beteiligte sich am sudetendeutschen "Grenzkampf" mit der Tschechoslowakei und wurde in Pilsen in Abwesenheit zu zwei Jahren Gefängnis wegen Befreiung von Dr. Baerlau verurteilt. Parallel dazu entstand die „Denkschrift über die Untersuchung vorgeschichtlicher organischer Funde der Deutschen Vorzeit“.

## Nationalsozialistische Betätigung
Früh hatte Stokar Kontakt zur NSDAP und trat der Partei 1921 bei. Er beteiligte sich am Hitler-Ludendorff-Putsch 1923. Nach einem Streit mit Ernst Röhm trat er 1925 aus der Partei aus und war von 1925 bis 1933 Mitglied des Stahlhelm, Bund der Frontsoldaten. Röhm degradierte ihn 1933 nach dessen Integration in die SA zum einfachen SA-Mann. Nach Röhms Ende 1934 wurde Stokar von Rudolf Heß rehabilitiert und mit dem „Blutorden“ ausgezeichnet. Vom 14. bis 27. Juni 1935 nahm er an einem Schulungslager der NSDAP in Raunheim teil und stellte 1936 einen Antrag auf Wiederaufnahme in die NSDAP, dem ab 1. April 1936 stattgegeben wurde. Vom 17. bis 22. Mai 1936 nahm er an einem SA-Führerlager in Berlin teil, dem weitere folgten. Innerhalb der SA stieg er bis zum Obersturmführer auf.
1934 zog die Familie nach Berlin, und er begann ein Studium der Vorgeschichte bei Hans Reinerth sowie Albert Kiekebusch. Als Chemiefachmann erhielt er Aufträge und ein Stipendium der Deutschen Forschungsgemeinschaft, um naturwissenschaftliche Methoden für die Vorgeschichte zu nutzen. Zusätzlich studierte er beim Paläobotaniker Robert Potonié. Die neuen Methoden stießen zwar auf viele Vorbehalte bei seinen Kollegen, doch auf die Zustimmung anderer wie Werner Buttler. Ab 1937 entwickelte er Kontakte zur SS und beteiligte sich an der Grabung des SS-Ahnenerbes unter Alexander Langsdorff in Alt-Christburg. 1936 legte Stokar seine Dissertation vor, die Zuerkennung des Doktortitels verzögerte sich aber bis 1938. Im September 1938 wurde er Leiter des Städtischen Museums für Vor- und Frühgeschichte in Köln und erhielt einen Lehrauftrag an der Universität Köln. 1939 wurde er zum ao. Professor und Direktor des Instituts für Vor- und Frühgeschichte ernannt, 1942 erhielt er eine ordentliche Professur.
Stokar enthüllte die Fälschung der Adlerfibel von Königsberg in Mähren durch den Kunsthändler Herbert Marwitz mit.

## Zweiter Weltkrieg – Einsatz in den deutsch besetzten Niederlanden
Über die SS lernte er Hans Ernst Schneider kennen, der ihn ab 1940 in die besetzten Niederlande holte. Ab September 1942 war er beim „Reichskommissar für die Niederlande“ Arthur Seyß-Inquart tätig, u. a. als Berater in Hochschulfragen und um ein „Germanisches Forschungsinstitut in den Niederlanden“ in Den Haag ab 1943 einzurichten. Sein Vorgesetzter war der Generalkommissar für Verwaltung und Justiz Friedrich Wimmer. An der Schließung der aufsässigen Universität Leiden war Stokar unmittelbar beteiligt. Auch arbeitete er beim SS-Ahnenerbe mit. Der Reichsführer SS Heinrich Himmler lobte seine 1943 fertiggestellte Studie zum Hausbrot, um die kriegsnotwendige Mischung von Getreide mit minderwertigeren Pflanzen als urgermanisch zu rechtfertigen. Im April 1944 wurde Stokar zur Waffen-SS eingezogen. Bei einem Bombenangriff gegen Kriegsende 1945 wurde er verwundet, nach der Genesung kam er aus dem Lazarett in die englische Kriegsgefangenschaft.

## Nach 1945
Wegen der intensiven Kontakte zu NS-Größen wurde Stokar von der Universität Köln nicht mehr gewünscht, der neue Rektor Josef Kroll bezeichnet ihn als den „schlimmsten Nazi“, den die Universität Köln gesehen habe. Das Entnazifizierungsverfahren stufte ihn am Ende in die belastete Gruppe II ein. 1949 wurde er in Pension geschickt. Daher konnte er nicht mehr an einer Hochschule arbeiten. Zunächst wohnte er in Würzburg und versuchte in der Pharmazie zu arbeiten, dann im Landesapothekerverband Rheinland-Pfalz. 1955 eröffnete er wieder eine Apotheke in Koblenz.

## Schriften (Auswahl)
- Spinnen und Weben bei den Germanen. Eine vorgeschichtlich-naturwissenschaftliche Untersuchung, Leipzig: Rabitzsch 1938 (Mannus-Bücherei; 59).
- Die Urgeschichte des Hausbrotes. Ein Beitrag zur Entwicklungsgeschichte der Nahrung, Leipzig 1951